# 松浦克美
松浦 克美（まつうら かつみ、1952年5月4日 - ）は、日本の生物学者。理学博士。東京都立大学名誉教授。専門は、環境微生物学・光合成・理科教育・大学教育など。

## 略歴
1971年東京教育大学附属駒場高等学校卒業。1975年東京都立大学理学部生物学科卒業。1980年に九州大学大学院理学研究科生物学専攻博士後期課程を修了し、理学博士となる。1980年から1982年にペンシルベニア大学医学部生化学・生物物理学科の研究員として渡米し、1982年～1984年から基礎生物学研究所非常勤講師および特別協力研究員を務める。1985年に東京都立大学助手となり、1992年に助教授、2002年に教授へ昇任した。2005年に首都大学東京都市教養学部・理工学研究科生命科学専攻教授に就任後、環境微生物学研究室を担当する。

## 諸活動
研究活動では日本微生物生態学会、日本生態学会、日本植物学会、日本植物生理学会、日本生化学会、日本生物物理学会、日本光合成学会などに所属し、土壌や水中などの光合成細菌について研究を進めている。2003年～2004年には東京都立大学教授として東京都立大学附属高等学校校長を務め、同校の難関校への進学率を伸ばした。その他に東京都教育委員会指導部の生徒による授業評価実施協議会委員長、中央教育審議会初等中等教育分科会の高等学校理科専門部会委員、第20回国際生物学オリンピック組織委員会副委員長兼科学委員長を歴任するなど教育活動に精力的に関わっている。

## 資格
- 1988年：第1種放射線取扱主任者免状

## 受賞歴
- 1992年：日本植物学会奨励賞

## 著書
- 『Judy先生の英語科学論文の書き方』（共著、野口ジュディー、講談社、2000年）
- 『研究・留学のための理系英語』（共著、野口ジュディー、深山晶子、東條加寿子、講談社、2008年）

## 主な教え子
- 久代萌美（フジテレビアナウンサー）